# 杵振り踊り
杵振り踊り（きねふりおどり）とは、岐阜県中津川市の蛭川（旧蛭川村）及び、隣接する岐阜県恵那市の中野方（旧中野方村）や岐阜県加茂郡白川町切井で行われている五穀豊穣を願う踊りである。
ここでは、中津川市蛭川で行われている杵振り踊りについて解説する。
1961年（昭和36年）6月に岐阜県指定の重要無形民俗文化財に指定され、毎年4月16日に直近の日曜日に杵振り祭りが行われている。 

## 特徴
- 先頭は赤鬼と青鬼、その後におかめ、ひょっとこ、天狗、稚児、杵振りの踊り子、笛の囃子、太鼓、蝿追い、獅子と続き、大きな花を背負った花馬・神馬が、約2時間かけて2㎞の道のりを踊り歩き、村の鎮守である安弘見神社（あびろみじんじゃ）に到達する。
- 踊り子は、24歳までの男達で、赤、青、黄の市松模様の臼をかたどった縦長の大きな傘を目深に被り、「ソーイ」「ソーイ」という掛け声とともに黒と紅色に塗られた杵を振りながら練り歩く。
- 踊りの一行は安弘見神社の鳥居をくぐり、拝殿までの石段の参道を登るが、拝殿前で一旦休憩した後、参道を下って広場に入り、杵振り踊りを披露する。
- その後、再度参道を拝殿まで登って行った後、花馬が参道を駆け上って行き祭りは終了する。

- 安弘見神社の主な祭神は建速須佐之男命（たけはやすさのおのみこと）であり、配祀神は志那津彦命（しなつひこのみこと）、志那津姫命（しなつひめのみこと）、宇迦之御魂神（うかのみたまのかみ）で、そのほか境内神社にも多くの神が祀られている。
- 美濃国の国社であった安弘見神社は慶長九年に再建され、牛頭天王を祀り祇園社（牛頭天王社）と称していたが、祇園社の時代には京都の祇園祭と同じく祇園祭を行っていた。その後明治維新の神仏分離令によって郷名である安弘見神社と改号され現在に至っている。

## 歴史
約400 - 600年前から伝わると言われているが、起源は不明である。

## 蛭川杵振り祭りの内容について
- みこし
  - 青年みこし 6:00 - 10:00頃まで
  - 子供みこし（小学5・6年生） 9:00 - 12:00頃まで
  - 厄年みこし 9:00 - 15:00頃まで
  - 花みこし（女性） 10:30 - 14:30頃まで
- 杵振り、花馬など
  - 神事 10:40 - 14:00頃まで
  - 杵振り出発（蛭川総合事務所前） 12:30
  - 神馬・花馬出発（蛭川総合事務所前） 13:00
  - 神楽舞（中学1年生女子） 13:30頃
  - 花馬唄披露 14:00頃
  - 子供および女性手踊り 14:15 - ,14:50 -
  - 杵振り到着（安弘見神社） 14:40頃
  - 杵振りのクライマックス 15:30頃
  - 神場・花馬駆け上がり・花取り 16:10頃
  - 餅投げ（花馬駆け上がり終了後） 16:20頃